# Ивченко, Виктор Илларионович
Ви́ктор Илларио́нович И́вченко (укр. Віктор Іларіонович Івченко; 1912—1972) — украинский и советский кинорежиссёр и сценарист. Виктор Ивченко вместе с Вадимом Чубасовым стал основателем кинофестиваля «Молодость». Народный артист Украинской ССР (1960).

## Биография
Родился 22 октября (4 ноября) 1912 года в Богодухове Российской империи.
В 1937 году окончил КГИТИ имени И. К. Карпенко-Карого. Член ВКП(б) с 1941 года.
В 1937—1953 — режиссёр Украинского драматического театра имени М. К. Заньковецкой (Львов, Запорожье).
С 1953 года — режиссёр Киностудии имени А. Довженко.
В 1960—1972 — педагог Киевского театрального института (среди учеников — И. В. Миколайчук, Р. С. Недашковская, Б. Н. Брондуков, Валерий Бессараб, Нетбай Зоя и другие).
Виктор Илларионович Ивченко вместе с Чубасовым Вадимом Львовичем стал основателем Киевского кинофестиваля «Молодость».
В 1972 году уехал в Ростов-на-Дону искать натуру для фильма «Когда человек улыбнулся». Там попал в больницу, 6 ноября 1972 года умер в результате четвёртого инфаркта. Похоронен в Киеве на Байковом кладбище.

### Семья
Первая жена — актриса Ольга Ножкина, вторая — Нинель Мышкова. Сын (от 1-го брака) Борис Ивченко (1941—1990) — кинорежиссёр, пошёл по стопам отца, похоронен рядом с отцом.
Вторая жена (1966-1972), актриса Нинель Мышкова.

## Фильмография

### Режиссёр
- 1953 — Судьба Марины
- 1954 — Назар Стодоля
- 1956 — Есть такой парень
- 1958 — Ч. П. — Чрезвычайное происшествие
- 1959 — Иванна
- 1961 — Лесная песня
- 1962 — Здравствуй, Гнат
- 1963 — Серебряный тренер
- 1965 — Гадюка
- 1967 — Десятый шаг
- 1969 — Падающий иней
- 1970 — Путь к сердцу
- 1972 — Софья Грушко

### Сценарист
- 1973 — Когда человек улыбнулся
- 1968 — Аннычка

## Призы и награды
- Республиканская премия УССР имени Т. Г. Шевченко (1967) — за фильм «Гадюка» (1965)
- народный артист Украинской ССР (1960)
- орден Ленина (4 ноября 1967)
- орден Трудового Красного Знамени (30 июня 1951)[5]
- медали